# Олена Лавренюк
Олена Лавренюк, до шлюбу Гірняк (нар. 18 грудня 1985, Львів, Українська РСР) — українська акторка театру і кіно, ведуча та продюсерка.

## Біографія
Народилася 18 грудня 1985 року у Львові.
Після закінчення загальноосвітньої школи № 53 у Львові у 1999 році поїхала до столиці, де навчалася у Київському національному університеті театру, кіно і телебачення імені Івана Карпенка-Карого, на курс Кочнєва.
Була ведучою погоди на каналі ТВі.
Дебютувала у кіно роллю в картині «13 місяців» (2008).
Серед інших її робіт у кіно ролі в таких фільмах як «Синевир» (2012), «Замовлення на одного» (2012), «Іноземець» (2012) та інші.
Популярність до акторки прийшла після головної жіночої ролі в фільмі «DZIDZIO: Контрабас».
Наразі живе у Києві.

## Родина
Одружена з кінопродюсером Сергієм Лавренюком. Має двох дочок. Брати та Сестри: Гірняк Анна та Гірняк Данило.

## Ролі в кіно
| Рік            |   | Назва                 | Роль            |
| -------------- | - | --------------------- | --------------- |
| 2008           |   | 13 місяців            |                 |
| 2012           |   | Замовлення на одного  | Марина          |
| 2012           |   | Кохаю, тому що кохаю  | Рита, медсестра |
| 2012           | ф | Синевір               | Катя            |
| 2013           |   | Англійська російська  | епізод          |
| 2013           | с | Зрозуміти, пробачити  | 57 серія        |
| 2013           | с | Жіночий лікар-2       | Марія Нікітіна  |
| 2016           | ф | DZIDZIO Контрабас     | Альона          |
| 2019           | ф | 11 дітей з Моршина    | Сніжана         |
| 2019           | ф | Ніколи не буває пізно | Ілона Зотова    |
| 2021 — дотепер | с | Кава з кардамоном     | Анна Марецька   |